# 위치천문학

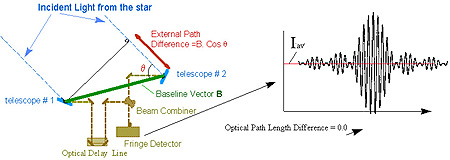
특정한 별의 위치를 결정하기 위해 간섭법을 사용하는 것을 나타낸 개념도.

위치천문학(位置天文学, astrometry)은 별을 비롯한 천체들의 정확한 위치를 측정하는 것을 목적으로 하는 천문학의 하위분야이다. 태양계와 이 은하인 은하수의 운동학 및 물리적 기원을 제공한다.

## 역사
위치천문학의 역사는 천문학자들이 하늘에 있는 물체의 움직임을 추적할 수 있도록 기준점을 제공한 별 목록의 역사와 연결되어 있다. 이것은 BC 190년경 지구의 세차운동을 발견하기 위해 전임자 티모카리스와 아리스틸러스의 목록을 사용한 히파르코스로 거슬러 올라간다. 그렇게 함으로써 그는 오늘날에도 여전히 사용되는 밝기 척도를 개발했다. Hipparchus는 최소 850개의 별과 그 위치가 포함된 카탈로그를 작성했다. 히파르코스의 후계자인 프톨레마이오스는 그의 작품인 알마게스트(Almagest)에 1,022개의 별 목록을 포함하여 위치, 좌표 및 밝기를 제공했다.
10세기에 압드 알-라흐만 알-수피는 별을 관찰하고 별의 위치, 크기 및 별색을 설명했다. 또한 그는 고정 별의 책에 묘사된 각 별자리에 대한 그림을 제공했다. 이븐 유누스는 직경이 거의 1.4m인 대형 아스트롤라베를 사용하여 수년 동안 태양의 위치에 대한 10,000개 이상의 항목을 관찰했다. 일식에 대한 그의 관찰은 수세기 후 달의 운동에 대한 사이먼 뉴콤(Simon Newcomb)의 조사에서 여전히 사용되었으며, 목성과 토성의 운동에 대한 그의 다른 관찰은 라플라스의 황도의 경사와 목성과 토성의 불평등에 영감을 주었다. 15세기에 티무리드 천문학자 울루그 베그는 쉬이술타니(Zij-i-Sultani)를 편집하여 1,019개의 별을 분류했다. 히파르코스와 프톨레마이오스의 이전 카탈로그와 마찬가지로 울루그 베그의 카탈로그는 아크의 약 20분 이내로 정확했던 것으로 추정된다.
16세기에 티코 브라헤는 대형 벽화 도구를 포함한 개선된 도구를 사용하여 이전보다 15~35 아크초의 정확도로 별의 위치를 더 정확하게 측정했다. 타키 알딘은 자신이 발명한 "관측 시계"를 사용하여 타키 알딘의 콘스탄티노플 천문대에서 별의 적경을 측정했다. 망원경이 보편화되었을 때 원을 설정하면 측정 속도가 빨라졌다.
제임스 브래들리는 1729년에 처음으로 별의 시차를 측정하려고 시도했다. 별의 움직임은 그의 망원경으로는 너무 미미한 것으로 판명되었지만 대신 빛의 수차와 지구 축의 기동을 발견했다. 3222개의 별에 대한 그의 목록은 현대 천문학의 아버지인 프리드리히 베셀에 의해 1807년에 다듬어졌다. 그는 쌍성 61 Cygni에 대해 0.3 아크초의 항성 시차를 최초로 측정했다. 1872년에 윌리엄 허긴스는 시리우스를 포함하여 몇 가지 중요한 별의 시선 속도를 측정하기 위해 분광법을 사용했다.
측정하기가 매우 어려웠기 때문에 19세기 말까지 주로 필라 마이크로미터를 사용하여 약 60개의 항성 시차를 얻었다. 천문 사진 건판을 사용한 천체 사진은 20세기 초에 그 과정을 가속화했다. 1960년대의 자동화된 평판 측정 기계와 보다 정교한 컴퓨터 기술은 보다 효율적인 별 목록 편집을 가능하게 했다. 19세기 후반에 시작된 별 매핑을 개선하기 위한 카르트 뒤 시엘(Carte du Ciel) 프로젝트는 끝낼 수 없었지만 사진을 점성술의 일반적인 기술로 만들었다. 1980년대에는 CCD(전하 결합 장치)가 사진 건판을 대체하고 광학적 불확실성을 1밀리아크초로 줄였다. 이 기술은 천문학을 저렴하게 만들어 아마추어 청중에게 이 분야를 개방했다.
1989년 유럽 우주국의 히파르코스 위성은 지구의 기계적 힘과 대기의 광학적 왜곡에 덜 영향을 받을 수 있는 궤도에 천문학을 도입했다. 1989년부터 1993년까지 운영된 히파르코스는 이전의 어떤 광학 망원경보다 훨씬 더 정밀하게 하늘의 크고 작은 각도를 측정했다. 4년 동안 118,218개의 별의 위치, 시차 및 고유 운동이 전례 없는 정확도로 결정되었다. 새로운 "티코(Tycho) 카탈로그"는 1,058,332개의 별 데이터베이스를 20-30 mas(밀리아크초) 이내로 모았다. 23,882개의 이중 및 다중 별과 11,597개의 변광성에 대한 추가 카탈로그가 히파르코스 임무 중에 분석되었다. 2013년에는 가이아 위성이 발사되어 히파르코스의 정확도가 향상되었다. 정밀도는 100배 향상되었고 10억 개의 별 매핑이 가능해졌다. 오늘날 가장 자주 사용되는 카탈로그는 USNO-B1.0으로, 10억 개 이상의 항성 물체에 대한 적절한 움직임, 위치, 크기 및 기타 특성을 추적하는 전천후 카탈로그이다. 지난 50년 동안 7,435개의 Schmidt 카메라 플레이트를 사용하여 USNO-B1.0의 데이터를 0.2 아크초 이내로 정확하게 만드는 여러 하늘 조사를 완료했다.

## 통계
천문학의 기본 측면은 오류 수정이다. 대기 조건, 장비의 불완전성, 관찰자나 측정 장비의 오류 등 다양한 요인으로 인해 항성 위치 측정에 오류가 발생한다. 이러한 오류 중 상당수는 장비 개선 및 데이터 보상과 같은 다양한 기술을 통해 줄일 수 있다. 그런 다음 통계적 방법을 사용하여 결과를 분석하여 데이터 추정치와 오류 범위를 계산한다.

## 같이 보기
- 쌍성
- 천체력
- 히파르코스 (인공위성)
- 외계 행성 탐사방법
- 구면천문학
- 성표
- 미국해군천문대